# Per Helander
Per Helander (* 1967 in Umeå) ist ein schwedischer Physiker. Er ist Enkelsohn vom Theologen Dick Helander und Cousin vom Anthropologen Bernhard Helander. Er ist auch mit dem Nationalökonom Sven Helander und dem Maler Viktor Helander verwandt.

## Leben
Helander studierte Physik an der Technischen Hochschule Chalmers in Göteborg.  Nach der Promotion im Jahr 1994 über die Dynamik von schnellen Ionen in Fusionsexperimenten vom Typ Tokamak und einem Forschungsaufenthalt am Massachusetts Institute of Technology in Cambridge (Massachusetts), USA, ging er 1996 als wissenschaftlicher Mitarbeiter an die Theorieabteilung des Culham Science Centre bei Culham, Großbritannien (EUROfusion). Zugleich war er von 2002 bis 2005 apl. Professor an der Chalmers University of Technology in Göteborg.
2006 wurde er als Wissenschaftliches Mitglied an das IPP-Teilinstitut Greifswald berufen, wo er den Bereich „Stellaratortheorie“ leitet. Parallel wurde er auf einen Lehrstuhl für theoretische Plasmaphysik der Universität Greifswald berufen. Sein Forschungsinteresse gilt der Physik von Stellaratoren und Tokamaks, insbesondere der kinetischen Theorie, sowie allgemeinen Fragen der Plasmaphysik. Er leitet das Team, das die rechnerischen Grundlagen für die Experimente mit der Experimentieranlage Wendelstein 7-X liefert.
Für 2024 wurde Helander der Hannes-Alfvén-Preis zugesprochen.